# Sclerocactus sileri
Sclerocactus sileri är en kaktusväxtart som först beskrevs av L.D.Benson, och fick sitt nu gällande namn av K.D. Heil och J.M. Porter. Sclerocactus sileri ingår i släktet Sclerocactus och familjen kaktusväxter. Inga underarter finns listade i Catalogue of Life.